# Sangwangsimni (métro de Séoul)
Sangwangsimni (en coréen 상왕십리역) est une station de passage de la ligne 2 du métro de Séoul. Elle est située, sous la Wangsimni-ro, dans l'arrondissement de Seongdong-gu, à Séoul en Corée du Sud. 
Ouverte en 1983, Elle est desservie par les rames omnibus de la section circulaire de la ligne 2.

## Situation sur le réseau

Plan du réseau (2023)

Établie en souterrain, la station Sangwangsimni est une station de passage de la ligne 2 du métro de Séoul. Elle est située sur la section principale circulaire entre Wangsimni, en direction de Hôtel de Ville, rotation dans le sens des aiguilles d'une montre sur la section circulaire et Sindang, en direction de Hôtel de Ville, rotation dans le sens inverse des aiguilles d'une montre sur la section circulaire.

## Histoire
La station Sangwangsimni est mise en service le 16 septembre 1983 lors de l'ouverture à l'exploitation de la ligne circulaire de la ligne 2 du métro de Séoul.

## Services aux voyageurs

### Accès et accueil
La station est souterraine au 946-14, Hawangsimni 2-dong. les accès, numérotés de 1 à 7, sont notamment situés sur la voie routière située au-dessus des voies : Wangsimni-ro. Les différents niveaux souterrains sont accessibles par des escaliers, des escaliers mécaniques et des ascenseurs. La station dispose d'automates notamment pour l'achat de titres de transports. La station est équipée de portes palières.

### Desserte
Sangwangsimni, L2, est desservie par les rames omnibus qui circulent sur la ligne 2.

Installations
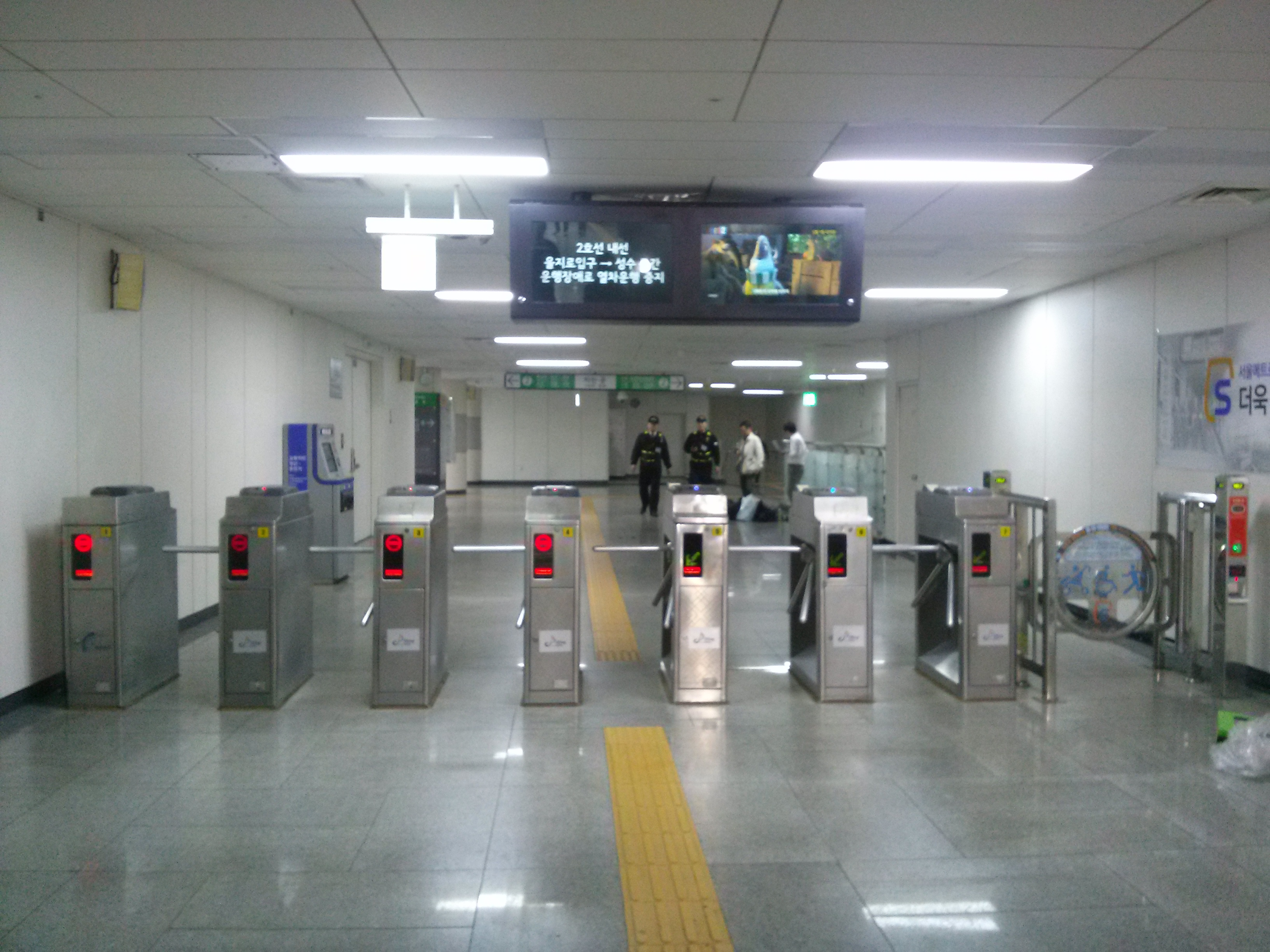
En 2014.
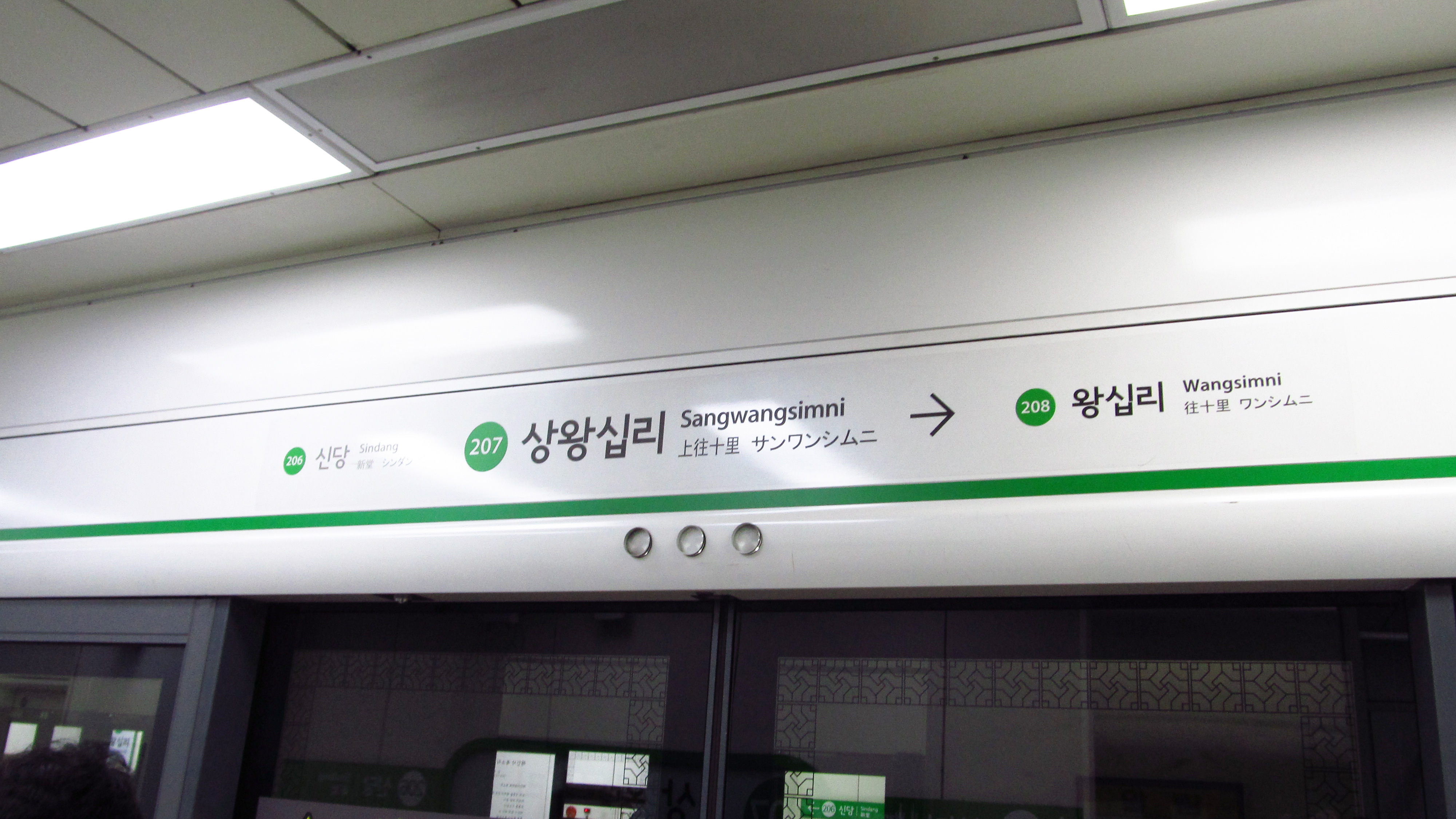
En 2018.
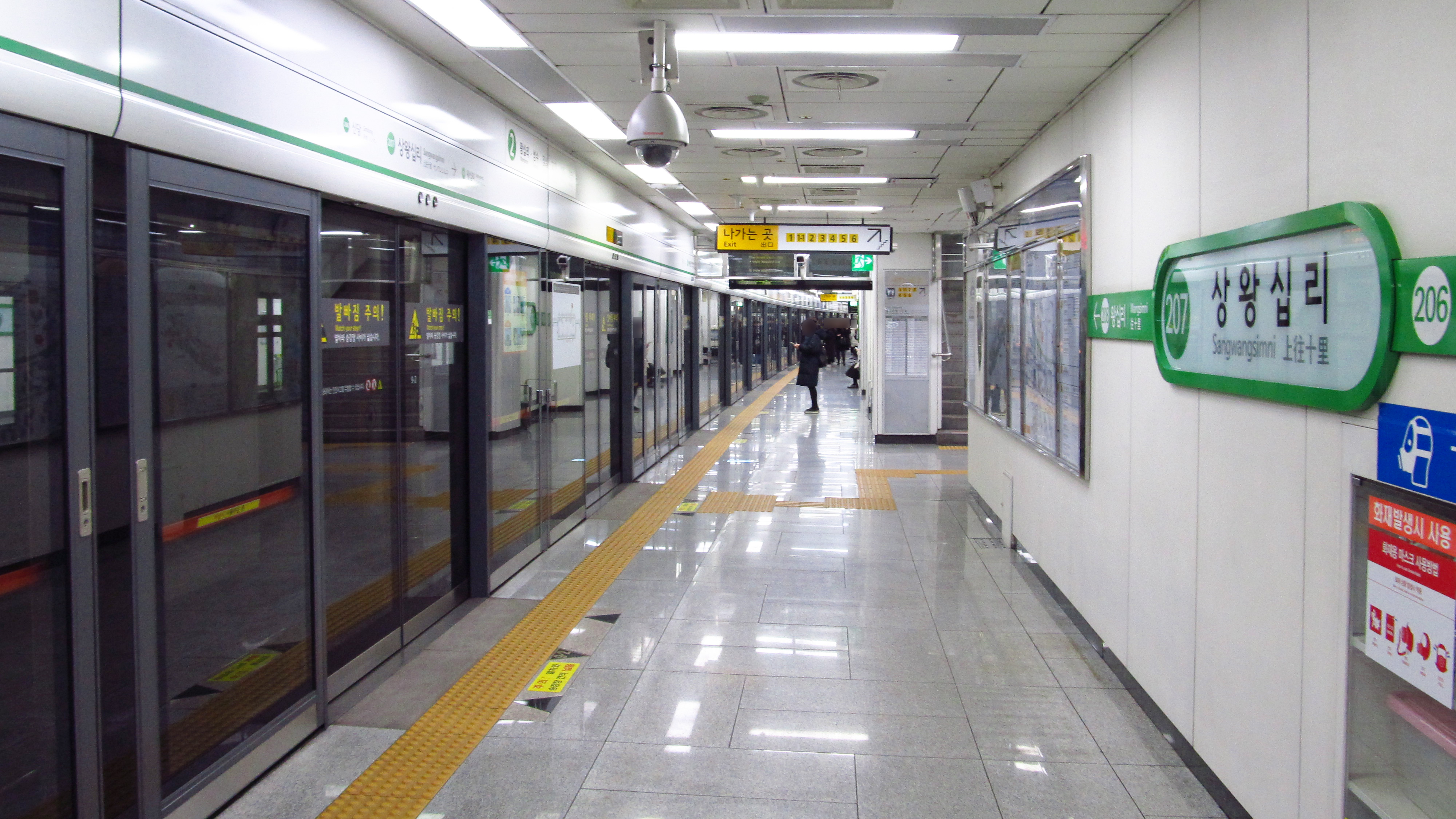
En 2018.

### Intermodalité
Des arrêts de bus urbains sont situés à proximité de certains accès de la station.

## À proximité
A proximité, on trouve notamment : le micro-hôpital de Séoul.